# The Cup of Fury
The Cup of Fury è un film muto del 1920 diretto da T. Hayes Hunter. Prodotto dalla Eminent Authors Pictures e distribuito dalla Goldwyn Distributing Company, aveva come interpreti Helene Chadwick, Rockcliffe Fellowes, Frank Leigh, Clarissa Selwyn, Kate Lester, Florence Deshon.
La sceneggiatura di Richard Schayer si basa sull'omonimo romanzo di Rupert Hughes uscito a New York nel 1919 dopo essere stato pubblicato a puntate dal settembre 1918 al giugno 1919 su The Red Book Magazine.

## Trama
Dopo la morte dei suoi genitori adottivi, che erano stati costretti al suicidio per evitare di venire accusati di tradimento, Marie Louise lascia la Germania per emigrare negli Stati Uniti. Nel suo nuovo paese, però, la giovane è guardata con sospetto ovunque vada. Quando conosce Davidge, un costruttore navale, Marie Louise riesce a convincerlo a farsi assumere nel suo cantiere, felice di poter dare così anche lei il proprio contributo agli sforzi bellici. Viene però avvicinata da Nicky, una spia tedesca, che tenta di arruolarla e di coinvolgerla nei suoi piani per sabotare lo stabilimento. Marie Louise si rivolge a Davidge e, con il suo aiuto, riesce a frustrare i progetti eversivi degli agenti stranieri. Il suo contributo la libera da tutti i sospetti che la gente nutriva ingiustamente nei suoi confronti e il merito le viene pubblicamente riconosciuto quando la prima nave che esce in seguito dai cantieri navali di Davidge viene battezzata con il suo nome. Al molo, il costruttore annuncia a tutti il loro fidanzamento.

## Produzione
Il film fu prodotto dalla Eminent Authors Pictures Inc. e venne girato negli studi Goldwyn di Culver City. Rupert Hughes lavorò a fianco di Anthony Paul Kelly nella stesura dell'adattamento di The Cup of Fury. Fu la prima produzione della nuova compagnia costituita per portare sullo schermo opere di un selezionato numero di autori. Secondo quando riportato dalla stampa, il singolo autore avrebbe avuto "l'ultima parola sul film e il potere di supervisore del lavoro". Presidente della società era Rex Beach e Samuel Goldwyn era presidente del consiglio di amministrazione.

## Distribuzione
Il copyright del film, richiesto da Rupert Hughes, fu registrato il 31 dicembre 1919 con il numero LP14707.

Distribuito dalla Goldwyn Distributing Company, il film uscì nelle sale statunitensi nel gennaio 1920.
Non si conoscono copie ancora esistenti della pellicola che viene considerata presumibilmente perduta.